# Валюкевич, Ирина
Ирина Валюкевич (род. 19 ноября 1959) — советская белорусская легкоатлетка, специалистка по прыжкам в длину. Выступала за сборную СССР по лёгкой атлетике в 1980-х годах, чемпионка Универсиады в Кобе, обладательница бронзовой медали Игр доброй воли в Москве, многократная призёрка первенств национального уровня, финалистка чемпионата мира в Риме.

## Биография
Ирина Валюкевич родилась 19 ноября 1959 года.
Занималась лёгкой атлетикой в Минске, состояла в добровольном спортивном обществе «Трудовые резервы».
Впервые заявила о себе на взрослом всесоюзном уровне в сезоне 1984 года, когда на чемпионате СССР в Донецке с результатом 6,95 метра выиграла серебряную медаль в прыжках в длину, уступив только представительнице Казахстана Елене Коконовой.
В 1985 году взяла бронзу на зимнем чемпионате СССР в Кишинёве (6,91), стала серебряной призёркой на летнем чемпионате СССР в Ленинграде (7,07), где вновь проиграла Коконовой. Будучи студенткой, представляла Советский Союза на Универсиаде в Кобе — с результатом 7,04 метра превзошла здесь всех соперниц и завоевала золотую медаль.
В 1986 году добавила в послужной список бронзовые награды, полученные в Москве на чемпионате СССР в помещении (6,75) и на Играх доброй воли (7,07). При этом на чемпионате Европы в Штутгарте прыгнула на 6,29 метра и в финал не вышла.
В 1987 году на чемпионате СССР в Брянске выиграла серебряную медаль, оказавшись позади Елены Белевской, и установила свой личный рекорд в прыжках в длину — 7,17 метра. Благодаря череде удачных выступлений удостоилась права защищать честь страны на чемпионате мира в Риме — в программе прыжков в длину благополучно преодолела предварительный квалификационный этап, тогда как в финале показала результат 6,89 метра и расположилась в итоговом протоколе соревнований на шестой строке.